# Ruta Provincial 338 (Tucumán)

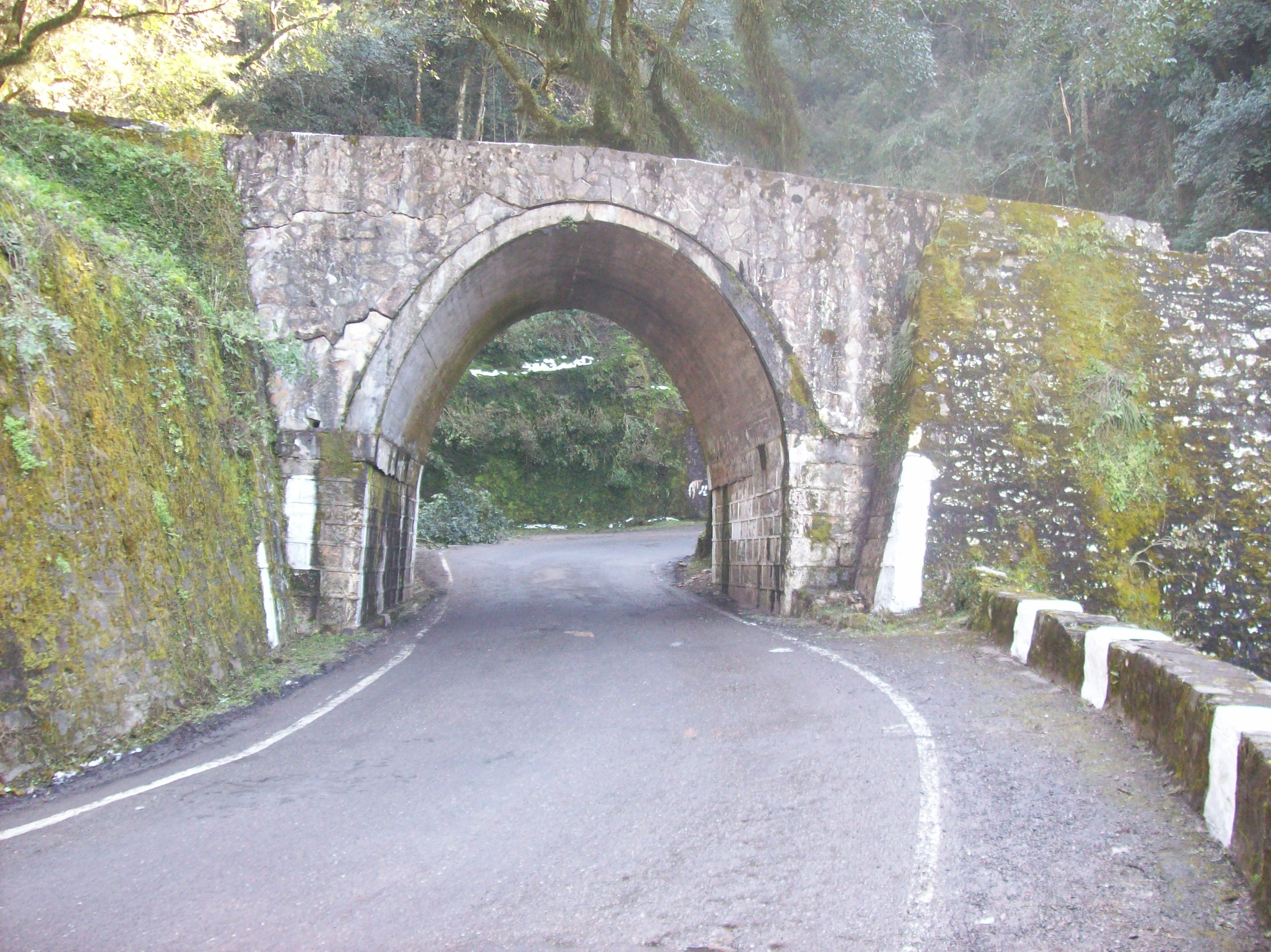
Vista Antigua estructura de El Rulo

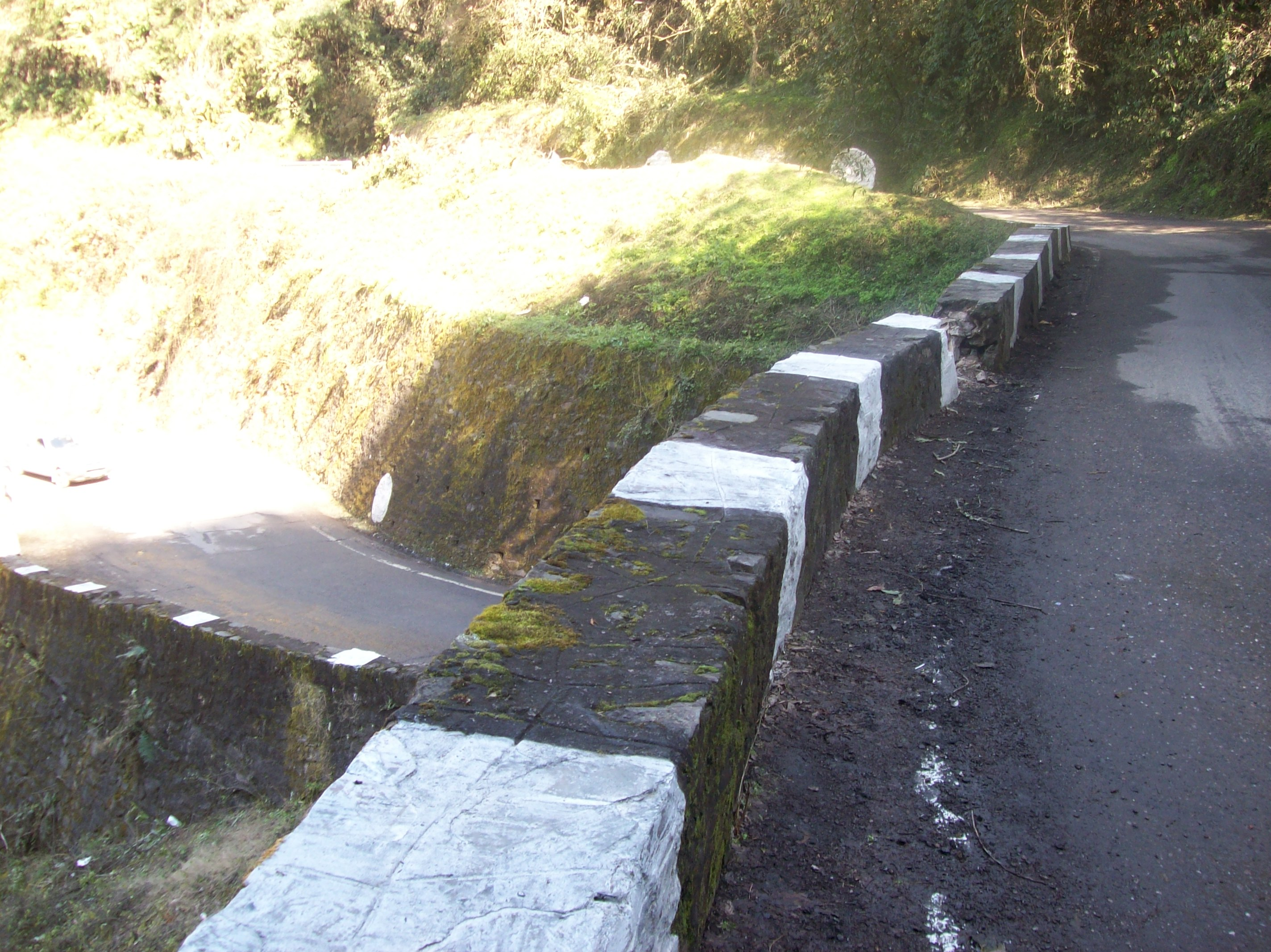
Vista desde arriba El Rulo

La Ruta Provincial 338 es una carretera de jurisdicción del gobierno provincial ubicada en la Provincia de Tucumán, Argentina. Su trayecto de 47 kilómetros inicia en la Avenida Aconquija de la ciudad de Yerba Buena, finalizando en la Ruta Nacional 157 en San Miguel de Tucumán, uniendo en su derrotero gran parte de las Yungas Tucumanas.

## Historia
Originalmente la zona del Cerro San Javier no estaba conectada con el resto de la provincia de manera terrestre. Por ello, desde 1936 se impulsaba la construcción de un camino que comunique estos lugares mediante excursiones de automóviles que salían desde Plaza Independencia en San Miguel de Tucumán hasta San Javier.
Así, en 1937 comenzaron las obras para concretar el camino pavimentado con un costo total de MSN 760 193 y MSN 97 054 por kilómetro. En 1940 el camino fue finalizado e inaugurado ese mismo año por el gobernador Miguel Campero junto a la Hostería y Confitería de San Javier. Además de la realización del camino, se construyeron alcantarillas, muros de contención de hormigón y piedra y terraplenes.
En octubre de 2022 empezaron las obras para reemplazar el puente de piedra de El Rulo, el cual fue levantado para solucionar el problema surgido durante la construcción del camino donde los niveles de terreno no eran iguales. El Rulo era considerado inseguro y que no permitía desarrollar el turismo en las Yungas y por ello fue reemplazado por un puente de hormigón en forma de bóveda. Esta obra tuvo un costo de ARS 50 000 000 y fue habilitada el 13 de abril de 2023.

## Localidades
Las ciudades y pueblos por los que pasa son los siguientes:
- Departamento Yerba Buena: Yerba Buena y San Javier.

- Departamento Lules: Villa Nougués, San Pablo y El Manantial.

- Departamento Capital: San Miguel de Tucumán.